# Solarserver
Der Solarserver ist ein Internetportal, welches umfassende Informationen zum Thema Erneuerbare Energien mit Schwerpunkt Sonnenenergie bietet. Nutzung (Solarstrom, Solarthermie und Solararchitektur), Nachrichten aus Branche, Technik und Politik sowie Informationen über Fördermittel und relevante Veranstaltungen stehen im Vordergrund. Der Solarserver ist in seinem Bereich, der sich über das gesamte Spektrum der Energiesektoren Strom, Wärme und Verkehr erstreckt, das meistgenutzte Internetportal in Deutschland.

## Geschichte
Der Solarserver wurde 1997 als Internetportal gestartet und erstmals auf der Solarmesse „Solar ’97“ in Pforzheim einer breiten Öffentlichkeit vorgestellt.
Seit 1999 betreut eine feste Redaktion die Berichterstattung über alle relevanten Vorgänge in der Solarbranche. Zwischen 2003 und 2017 wurde der Solarserver von der Heindl-Server GmbH mit Sitz in Reutlingen betrieben. Von 2017 bis 2020 verantwortete die EEM Energy & Environment Media GmbH in Löhne die Seite. In dieser Phase wurde der Solarserver eng mit der Zeitschrift Solarthemen und den Online-Jobbörsen greenjobs.de und eejobs.de verzahnt. 2020 wurde die EEM in Solarthemen Media GmbH umbenannt und übernahm daraufhin auch die Fachzeitschriften Solarthemen und Energiekommune von der Guido Bröer & Andreas Witt GbR. Der seit 1996 von Andreas Witt und Guido Bröer herausgegebene Informationsdienst Solarthemen wurde als kostenpflichtiger Premium-Kanal in den Solarserver integriert. Die Diplomjournalisten Witt und Bröer, auch bekannt als Initiatoren und langjährige Veranstalter der Solarbundesliga, verantworten das Angebot der Solarthemen Media GmbH als geschäftsführende Gesellschafter. Da Artikel auf dem Solarserver seit 1999 archiviert wurden, sind dort inzwischen mehr als 50.000 Dokumente größtenteils kostenfrei zugänglich.

## Abrufbare Informationen (Auswahl)
- Diverse Online-Rechner, u. a. Solarthermie-Rechner und Photovoltaik-Rechner: In welcher Region, auf welchem Dach ist mit welcher Anlagen-Konfiguration mit welcher Ausbeute zu rechnen (unter Berücksichtigung von Neigungswinkel, Ausrichtung, Fläche, Wirkungsgrad)
- Nachrichten und Berichte aus Wirtschaft, Politik und Technik aller erneuerbaren Energien
- Fachartikel zum Thema erneuerbare Energien mit Schwerpunkt Solarthermie und Photovoltaik.
- Branchenverzeichnis
- Jöbbörse

## Auszeichnungen
Der Solarserver und seine jeweils Verantwortlichen wurde mit mehreren Preisen ausgezeichnet
- Deutscher Solarpreis (Medien) von der Eurosolar für den Solarserver 2003[6]
- Europäischen Solarpreis 2010[7] (Medien)
- Umwelt-Online-Award in Silber durch den Bundesdeutschen Arbeitskreis für Umweltbewusstes Management (B.A.U.M. e.V.) an Eduard Heindl für den Solarserver
- Deutscher Solarpreis 2001[8] (Medien) für den Fachinformationsdienst Solarthemen inkl. Solarbundesliga